# Plotheia apicialba
Plotheia apicialba är en fjärilsart som beskrevs av Embrik Strand 1917. Plotheia apicialba ingår i släktet Plotheia och familjen trågspinnare. Inga underarter finns listade i Catalogue of Life.